# Maxime Awoudja
Maxime Awoudja (Múnich, 2 de febrero de 1998) es un futbolista alemán que juega en la demarcación de defensa para el FC Rot-Weiß Erfurt de la Regionalliga Nordost de Alemania.

## Biografía
Tras formarse como futbolista en el Bayern de Múnich, finalmente en 2017 debutó con el segundo equipo. Permaneció en el equipo reserva durante dos temporadas, hasta que finalmente en el mercado veraniego de 2019 se marchó traspasado al VfB Stuttgart por un millón y medio de euros. El 26 de julio de 2019 debutó con el club. Lo hizo en un encuentro de la 2. Bundesliga contra el Hannover 96, partido que finalizó con un resultado de 2-1 a favor del Stuttgart, y donde Awoudja jugó cincuenta minutos tras sustituir a Marcin Kaminski en el minuto 35, y recibir una tarjeta roja en el minuto 85. Esa misma temporada sufrió una lesión en el tendón de Aquiles y en enero de 2021, una vez recuperado, se marchó cedido al Türkgücü Múnich. Hizo lo propio en la temporada 2021-22, yéndose en esta ocasión al WSG Tirol.
En agosto de 2022, después de estas dos cesiones, fichó por el Excelsior Rotterdam firmando un contrato de un año con opción a otro.

## Clubes
| Club                     | País         | Año       | Partidos | Goles |
| ------------------------ | ------------ | --------- | -------- | ----- |
| Bayern de Múnich II      | Alemania     | 2017-2019 | 47       | 8     |
| VfB Stuttgart            | Alemania     | 2019-2021 | 2        | 0     |
| Türkgücü Múnich (cedido) | Alemania     | 2021      | 11       | 2     |
| WSG Tirol (cedido)       | Austria      | 2021-2022 | 23       | 2     |
| VfB Stuttgart II         | Alemania     | 2022      | 1        | 0     |
| Excelsior Rotterdam      | Países Bajos | 2022-2023 | 12       | 0     |
| FC Rot-Weiß Erfurt       | Alemania     | 2024-     | 31       | 2     |